# Нангапарбат
На́нгапа́рбат, Нанга-Парбат (урду نانگا پربت — «Голая гора», англ. Nanga Parbat, санскр. Диамир — «Гора богов») (8125 м) — девятый по высоте восьмитысячник мира, один из трёх самых опасных для восхождения восьмитысячников по статистике несчастных случаев.

## География
Горный массив Нангапарбат находится на контролируемых Пакистаном Северных территориях (Кашмир), между реками Инд и Астор, на северо-западной оконечности Западных Гималаев, и является их ярко выраженным северо-западным окончанием.
В массиве выделяют четыре основных вершины, главная из которых превышает 8000 м:
| № | Вершина     | Высота, м |
| - | ----------- | --------- |
| 1 | Нангапарбат | 8126      |
| 2 | Ракиот-Пик  | 7070      |
| 3 | Рупал       | 7000      |
| 4 | Чонгра-Пик  | 6820      |

На северо-запад с массива Нангапарбат стекают ледники Диамир, Ракиот, Булдар; на восток и юго-восток — Чонгра, Таршинг, Рупал, Рама. Снежные склоны массива и мощное оледенение питают притоки Инда — Астор, Булдар, Ракиот, Патро, Диамир, Рупал и др.
Рупальская стена — юго-восточный склон вершины Нанга-Парбат является самой высокой стеной в мире (её высота составляет 4500 м).
Расположение горы на краю горной страны вблизи от тёплой равнины приводит к большому количеству осадков на склонах и высокой лавинной опасности. По той же причине погода на горе очень переменчива и коварна, возможны внезапные снежные бураны, туманы, снегопады. Из-за такого сложного климата восхождения возможны лишь очень ограниченное время в году, и всё равно успех сильно зависит от удачи. Большую часть года вершина практически неприступна.

## История восхождений
Впервые вершина Нанга-Парбат была замечена европейцами в XIX веке во время путешествия Адольфа Шлагинтвейта по Азии и который сделал её первые зарисовки. Первую попытку покорения вершины предпринял 1895 году Альберт Фредерик Маммери. Это была первая в истории альпинизма попытка восхождения на восьмитысячник. Маммери стал и первой жертвой Нангапарбат и восьмитысячников вообще — во время разведывательного выхода через перевал в боковом отроге вершины его и двух сопровождавших восхождение гуркхов последний раз видели на высоте около 6400 м, а затем, предположительно, они погибли со стороны ледника Ракиот в результате схода снежной лавины.
Следующую попытку восхождения предприняла немецко-американская экспедиция 1932 года под руководством Вилли Меркля, которая разведала возможный маршрут восхождения со стороны ледника Ракиот через перевал «Северное седло» (6850 м) с последующим выходом на восточный предвершинный гребень. В ходе экспедиции были совершены восхождения на Чонгра-Пик и Ракиот-Пик.
В 1934 году по этому же маршруту гору штурмовала вторая немецкая экспедиция Вилли Меркля. Передовая двойка — Питер Ашенбреннер и Эрвин Шнайдер 6 июля смогла достичь высоты 7850 метров, однако вечером этого же дня разразился сильнейший снежный буран, который продолжался девять дней. Во время запоздалого спуска от истощения и обморожений погибли трое альпинистов, включая Меркля, и шестеро шерпов.
Третью немецкую экспедицию на вершину 1937 года под руководством Карла Вина в полном составе похоронила лавина, сошедшая со склонов Ракиот-Пика — в ночь с 14 на 15 июня в высотном лагере IV погибли все альпинисты и девять шерпов. Примерную картину трагедии удалось воссоздать Паулю Бауэру — руководителю первых немецких экспедиций на Канченджангу, который возглавил спасательную экспедицию 1937 года и новую — 1938 года.
Особенностью немецкой экспедиции Бауэра 1938 года стало использование для снабжения высотных лагерей самолёта Юнкерс U.52 со специальными двигателями для больших высот и люком для сбрасывания грузов. 22 июня 1938 года экспедиции Бауэра удалось достичь «Северного седла», где были найдены хорошо сохранившиеся тела Вилли Меркля и шерпы Гай-Лайя. Ввиду непогоды и ограничений по времени, дальнейшие попытки штурма вершины не привели к успеху. Экспедиция Бауэра стала первой, закончившейся без потерь.
1939 год — немецко-австрийская группа, в составе которой были Генрих Харрер и Петер Ауфшнайтер, поднялась с запада по маршруту Маммери до высоты 6100 м.
1950 год — несколько английских альпинистов предприняли отчаянную попытку совершить восхождение со стороны Ракиот (по маршруту немецких экспедиций), двое из них пропали без вести на высоте около 5500 м. В этой экспедиции принимал участие и будущий первовосходитель на Эверест шерп Тенцинг Норгей.
1953 год, 3 июля — первое успешное восхождение совершил Герман Буль — участник немецко-австрийской экспедиции под руководством К. Херлигкоффера. Это был не имевший до того времени аналогов эпизод в истории покорения восьмитысячников: Буль достиг вершины в одиночку (его напарник Отто Кемптер повернул назад с высоты 7300 м) из лагеря, расположенного на высоте всего лишь 6900 м, при этом на обратном пути ему пришлось провести ночь под открытым небом на высоте около 8 км, так как светлого времени суток не хватило для спуска в штурмовой лагерь.
1962 год — трое участников очередной немецкой экспедиции под началом Херлигкоффера: Тони Кинсхофер (Toni Kinshofer), Андерль Маннхардт (Anderl Mannhardt) и Циги Лёв (Siegi Löw) совершили второе успешное восхождение с запада (по пути Маммери), на спуске они провели открытую ночёвку в «зоне смерти». На отметке 7650 метров Циги Лёв погиб из-за травмы головы и внутренних органов, полученных при срыве на ледовом склоне.
1970 год — новая экспедиция Херлигкоффера совершила первопрохождение Южной (Рупальской) стены. На вершину поднялись 4 участника экспедиции, в том числе Райнхольд Месснер и его младший брат Гюнтер, который при спуске погиб в ледовом обвале. После возвращения в Европу эта экспедиция стала объектом многочисленных скандалов и, в первую очередь, судебного разбирательства между Месснером и Херлигкоффером.
1971 год — восхождение по классическому (Ракхиотскому) маршруту совершила чехословацкая экспедиция.
1976 год — австрийская команда впервые прошла юго-восточный гребень вершины.
1978 год — новая чехословацкая экспедиция совершила первовосхождение на северную вершину Нангапарбат (7816 м), а Райнхольд Месснер осуществил одиночное восхождение на главную вершину с запада со стороны Диамира. Позже он написал пятую об этой вершине книгу «Диамир. Гора судьбы».
2012 год, 15 июля — шотландские альпинисты Сэнди Аллен (Sandy Allan) и Рик Аллен (Rick Allen) впервые покорили хребёт Мазено (Mazeno Ridge) и завершили его переход восхождением на вершину Нангапарбат.
2016 год, 26 февраля — впервые в зимний период, на вершину Нангапарбат поднялась команда из трех альпинистов: Алекс Тикон (Alex Txikon, Испания), Мухаммад Али «Садпара» (Muhammad Ali «Sadpara», Пакистан), Симоне Моро (Simone Moro, Италия). Участвовавшая в этом же штурме итальянка Тамара Лунгер (Tamara Lunger) не дошла до вершины около сотни метров.
2018 год, январь — при попытке зимнего прохождения, уже на спуске с вершины, в аварийную ситуацию попали два альпиниста: француженка Элизабет Револ (Elisabeth Revol) и поляк Томаш «Томек» Мацкевич (Tomasz Mackiewicz). С 26 по 28 января на горе силами четырёх альпинистов (Денис Урубко, Адам Белецкий (Adam Bielecki), Пётр Томала (Piotr Tomala), Ярослав Ботор (Jarosław Botor)), которые прервали свою экспедицию на восьмитысячник К2, была проведена одна из самых масштабных спасательных операций в истории альпинизма. По итогам спасательных работ Элизабет была спасена (она получила обморожения конечностей), а Томек остался на отметке 7200 метров — из-за непогоды спасатели не смогли подойти к нему.
2019 год, 3 июля — россияне Виталий Лазо, Антон Пуговкин и итальянец Кала Чименти совершили бескислородное восхождение на Нангапарбат, после чего спустились на лыжах с высоты 8080 м до штурмового лагеря.

## Смертность при восхождении
Нангапарбат входит в первую тройку (после Аннапурны I и К2) самых опасных для восхождения восьмитысячников со смертностью 22,3 % по отношению к числу альпинистов, достигших вершины. По состоянию на 2011 год на Нангапарбате погибло 64 альпиниста (третье место после Эвереста и Аннапурны I), за всё время покорения вершины, по приблизительным подсчётам, гора стала причиной гибели около 400 человек.
22 июня 2013 года на базовый лагерь со стороны Диамира было совершено нападение боевиков Пакистана, погибли 10 альпинистов из разных стран (из них трое альпинистов из Харькова — Игорь Свергун (руководитель экспедиции), Дмитрий Коняев и Бодави Кашаев), а также один работник лагеря — пакистанец. Ответственность за нападение взяла на себя группировка «Джундалла (Иран)».

## Упоминания в культуре
- «Нанга Парбат», 1953, режиссёр Ханс Эртль, художественно-документальная хроника первого восхождения на вершину Германа Буля.
- «Семь лет в Тибете», 1997, режиссёр Жан-Жак Анно, художественный фильм по мотивам одноимённой автобиографической книги Генриха Харрера, описывающей историю приключений австрийского альпиниста в Тибете в годы Второй мировой войны.
- «Нанга-Парбат», 2010, режиссёр Йозеф Фильсмайер, художественная экранизация восхождения 1970 года.
- «Brothers on Diamir»: песня группы Edenbridge, описывающая восхождение братьев Месснеров.

## Панорама

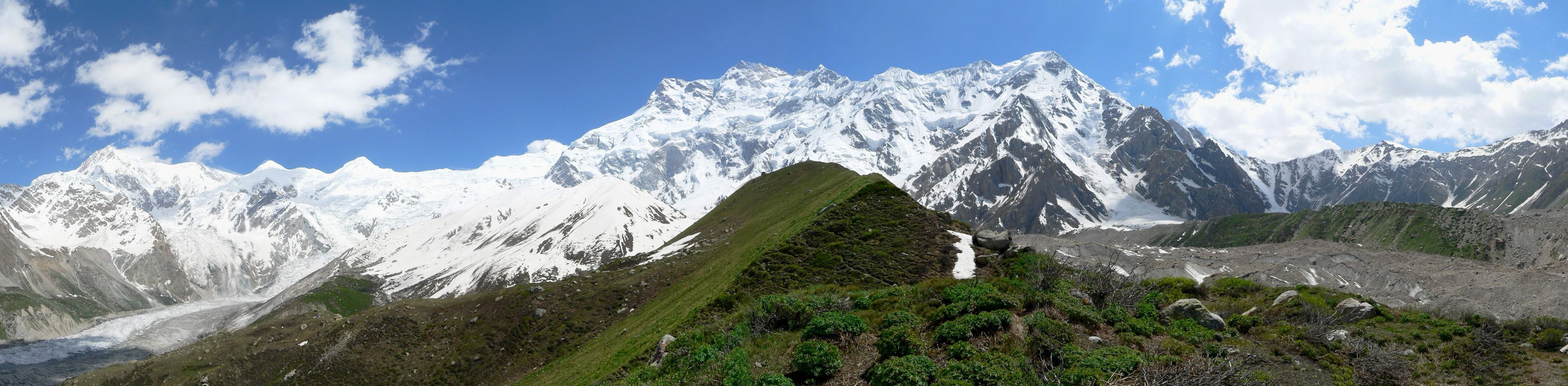
Вид на Нангапарбат из базового лагеря